# Велма Волліс
Велма Волліс (англ. Velma Wallis; нар. 1960, Форт-Юкон, Аляска) — індіанка з групи народів атапаски, американська письменниця, авторка бестселера «Дві старі жінки». Її твори перекладено на 17 мов світу.

## Життєпис
Велма Волліс народилася і виросла в затишному селищі недалеко від міста Форт-Юкон у великій індіанській сім'ї — вона мала 12 братів і сестер. Дівчинці було тринадцять років, коли її батько помер. Вона залишила школу, оскільки треба було допомагати матері з господарством. Коли молодші брати й сестри підросли, Велма заповнила прогалини в освіті, закінчила середню школу і отримала атестат.
Приблизно за 12 миль від селища, в якому виросла Велма, її батько побудував маленьку хатину в дикій місцевості. Там він полював на хутрових звірів і ставив капкани. Пізніше Велма залишила дім і сім'ю, і перебралася в батьківську мисливську хатину, в якій і прожила майже 12 років. Вона займалася рибальством, полюванням і ловила дичину за допомогою капканів. Годувалася вона тим, що вдавалося добути. Якось на літній період до неї приєдналася її мати, яка допомогла Велмі опанувати традиційні для народу атапаска навички виживання.
Розказана матір'ю легенда про двох старих індіанок, кинутих своїм племенем, які зуміли вижити, згодом послужила Велмі Волліс основою для її першого роману, під час створення якого письменниця використала і свій життєвий досвід виживання в умовах дикої природи.
Роман «Дві старі жінки» видано загальним накладом 1,5 млн примірників, перекладено на 17 мов.
Нині Велма Волліс живе з трьома дочками у Форт-Юконі на Алясці.
Вона володар кількох книжкових премій.

## Основні роботи

### Романи
- Дві старі жінки — Two Old Women. An Alaska Legend of Betrayal, Courage and Survival (1993)
- Дівчина-птах і людина, яка йшла за сонцем[en] — Bird Girl and the Man Who Followed the Sun. An Athabaskan Indian Legend from Alaska (1996)
- Raising Ourselves: A Gwich'in Coming of Age Story from the Yukon River (2002)